# 오노 신지
오노 신지(일본어: 小野 伸二, 1979년 9월 27일 ~ )는 일본의 전직 축구 선수로 현역 시절 공격형 미드필더로 활약했다.

## 축구인 생활

### 선수 생활
소학생 시절부터 '천재'로 불리며 지역에서 이름이 잘 알려져 있었다. 6형제 중 다섯째로, 가난한 한부모 가정에서 자랐고, 시미즈 상업 고교 시절에는 팀의 중심으로 뛰었지만 전국 고등학교 축구 선수권 대회에는 시즈오카현 예선에서 탈락하여 본선 진출을 한 번도 이루지 못했다. 당시 동급생으로는 히라카와 다다아키, 이케하타 요스케 등이 있었다. 고교 3년 때 1997년 전일본 유스 선수권 대회에서 준우승, 인터 하이 베스트 16, 타교 선수와 합동 팀을 구성하는 국민체육대회에서는 시즈오카현 선발로 발탁되어서 소년 남자부에서 2년 연속으로 우승했다. 졸업을 앞두고 J리그 13개 구단에서 오퍼를 받았고, 1998년 우라와 레드 다이아몬즈에 입단하여 프로 무대에 데뷔하였다. 또한 그 해 18세의 나이로 1998년 FIFA 월드컵에 일본 대표로 출전하였다. 2001년, 네덜란드 에레디비시의 페예노르트으로 이적하였고, 팀의 2001-02 UEFA컵 우승에 공헌하였으나 이후 부상에 시달리며 제 기량을 발휘하지 못하였고, 2006년, 친정팀 우라와 레드 다이아몬즈로 이적하며 J리그로 복귀하였다.
우라와 레드 다이아몬즈에 돌아와서도 부상으로 3시즌동안 58경기에 출전하는데 그쳤고, 2008년에는 다시 유럽 진출을 추진하여 독일 분데스리가의 보훔으로 이적하였다. 보훔에서의 첫 경기인 베르더 브레멘과의 원정 경기에서 2개의 도움을 기록하며 보훔 역사상 첫 베르더 브레멘 원정 승리를 이끌었으나 이후 또 부상을 당하며 부진에 빠졌고 2010년 고향팀 시미즈 에스펄스와 계약, 다시 J리그로 복귀하였다. 2019년 8월 5일에 FC 류큐로 이적하였다.

## 통계
| 일본 | 일본 | 일본 |
| 연도 | 출전 | 득점 |
| ---- | ---- | ---- |
| 1998 | 3    | 0    |
| 1999 | 0    | 0    |
| 2000 | 12   | 1    |
| 2001 | 9    | 1    |
| 2002 | 8    | 1    |
| 2003 | 5    | 0    |
| 2004 | 7    | 2    |
| 2005 | 2    | 0    |
| 2006 | 9    | 1    |
| 2007 | 0    | 0    |
| 2008 | 1    | 0    |
| 통산 | 56   | 6    |

## 경력
- 1994년 AFC U-16 챔피언십 국가대표
- 1995년 FIFA U-17 세계 축구 선수권 대회 국가대표
- 1998년 FIFA 월드컵 국가대표
- 1998년 AFC 청소년 축구 선수권 대회 국가대표
- 1998년 아시안 게임 국가대표
- 1999년 FIFA 세계 청소년 축구 선수권 대회 국가대표
- 2000년 AFC 아시안컵 국가대표
- 2001년 FIFA 컨페더레이션스컵 국가대표
- 2002년 FIFA 월드컵 국가대표
- 2004년 하계 올림픽 국가대표
- 2006년 FIFA 월드컵 국가대표

## 수상
페예노르트
- 2001-02년 UEFA컵 우승
- 2002년 UEFA 슈퍼컵 준우승
- 2002-03 KNVB 컵 준우승

 우라와 레드 다이아몬즈
- J리그 디비전 2 2000 준우승
- J리그 디비전 1 2006 우승
- 2006년 천황배 우승
- 2006년 제록스 슈퍼컵 우승
- J리그 디비전 1 2007 준우승
- 2007년 제록스 슈퍼컵 준우승
- 2007년 AFC 챔피언스리그 우승
- 2007년 FIFA 클럽 월드컵 3위

 웨스턴 시드니 원더러스
- 2012-13 A리그 우승

 일본
- 1994년 AFC U-16 챔피언십 우승
- 1998년 AFC 청소년 축구 선수권 대회 준우승
- 1999년 FIFA 세계 청소년 축구 선수권 대회 준우승
- 2000년 AFC 아시안컵 우승
- 2001년 FIFA 컨페더레이션스컵 준우승

개인
- 1998년 J리그 신인상
- 1998년 J리그 베스트 일레븐
- 1998년 AFC 청소년 축구 선수권 대회 MVP
- 1998년 아시아 올해의 청소년 축구 선수
- 1999년 FIFA 세계 청소년 축구 선수권 대회 베스트 일레븐
- 2002년 아시아 올해의 축구 선수